# فهرست قنات‌های شهرستان تربت جام
جدول زیر بر اساس آمار وزارت جهاد کشاورزی تهیه شده‌است. فهرست زیر قنات‌های شهرستان تربت جام در استان خراسان رضوی را نشان می‌دهد.
| نام قنات      | موقعیت                        | نزدیک‌ترین روستا | طول قنات (متر) | تعداد میله چاه | عمق مادر چاه | دبی (لیتر بر ثانیه) | سطح زیر کشت (هکتار) |
| ------------- | ----------------------------- | --------------- | -------------- | -------------- | ------------ | ------------------- | ------------------- |
| آزادده        | بخش صالح‌آباد شهرستان تربت جام | ازاده           | ۱۲۰۰           | ۴۰             | ۱۲           | ۴۰                  | ۵۰                  |
| ا رسان        | بخش مرکزی شهرستان تربت جام    | کلاته آرسان     | ۱۷۵۰           | ۶۵             | ۲۹           | ۱۵                  | ۲۵                  |
| ابوالقاسم     | بخش صالح‌آباد شهرستان تربت جام | کلاته ابوالقاسم | ۱۸۰۰           | ۶۰             | ۲۲           | ۱۵                  | ۳۰                  |
| ابوتراب       | بخش صالح‌آباد شهرستان تربت جام | ابوتراب         | ۱۵۰۰           | ۵۰             | ۲۵           | ۱۲                  | ۲۰                  |
| احمدآباد      | بخش مرکزی شهرستان تربت جام    | بزد             | ۱۰۰۰           | ۴۰             | ۲۵           | ۱۲                  | ۱۵                  |
| استای سفلی    | بخش صالح‌آباد شهرستان تربت جام | استای سفلی      | ۷۵۰            | ۳۰             | ۳۰           | ۱۵                  | ۲۵                  |
| استای علیا    | بخش صالح‌آباد شهرستان تربت جام | استای علیا      | ۳۰۰۰           | ۱۵۰            | ۲۵           | ۱۵                  | ۲۵                  |
| اسدبیک        | بخش نصرآباد شهرستان تربت جام  | باغنو           | ۳۰۰            | ۱۵             | ۱۵           | ۸                   | ۱۰                  |
| اسماعیل‌آباد   | بخش صالح‌آباد شهرستان تربت جام | اسماعیل‌آباد     | ۲۵۰۰           | ۸۰             | ۲۵           | ۳۰                  | ۶۰                  |
| اسمانی        | بخش مرکزی شهرستان تربت جام    | بزد             | ۴۰۰۰           | ۲۰۰            | ۲۷           | ۱۰                  | ۱۵                  |
| اغل کمر       | بخش نصرآباد شهرستان تربت جام  | اغل کمر         | ۷۰۰            | ۳۰             | ۱۰           | ۲۵                  | ۴۰                  |
| المجوق        | بخش مرکزی شهرستان تربت جام    | المجوق          | ۱۴۵۰           | ۵۰             | ۲۲           | ۴۰                  | ۷۰                  |
| امام قلعه     | بخش صالح‌آباد شهرستان تربت جام | امام قلعه علیا  | ۱۵۰۰           | ۳۰             | ۲۲           | ۳۰                  | ۵۰                  |
| امان محمد     | بخش نصرآباد شهرستان تربت جام  | امان محمد       | ۱۵۰۰           | ۵۰             | ۱۵           | ۲۰                  | ۳۰                  |
| امیر خواجه    | بخش نصرآباد شهرستان تربت جام  | امیرخواجه       | ۵۰۰            | ۲۵             | ۱۰           | ۲۵                  | ۳۵                  |
| اندای         | بخش نصرآباد شهرستان تربت جام  | اندای           | ۴۰۰            | ۲۰             | ۱۰           | ۳۰                  | ۴۵                  |
| بادامی        | بخش نصرآباد شهرستان تربت جام  | سی خون          | ۵۰۰            | ۲۰             | ۸            | ۱۰                  | ۱۲                  |
| باغ بیابان    | بخش نصرآباد شهرستان تربت جام  | قلعه شیر        | ۵۰۰            | ۲۰             | ۸            | ۲۰                  | ۳۵                  |
| باغنو         | بخش نصرآباد شهرستان تربت جام  | باغنو           | ۵۰۰            | ۲۵             | ۱۰           | ۲۰                  | ۳۵                  |
| باغچه         | بخش نصرآباد شهرستان تربت جام  | باغچه           | ۳۵۰            | ۱۵             | ۱۰           | ۱۰                  | ۲۰                  |
| باغک سفلی     | بخش مرکزی شهرستان تربت جام    | باغک            | ۳۲۰            | ۱۰             | ۱۰           | ۱۰                  | ۱۲                  |
| برجک شیخی     | بخش صالح‌آباد شهرستان تربت جام | برجک شیخی       | ۳۵۰            | ۲۰             | ۶            | ۱۵                  | ۲۵                  |
| برجک قلیچ خان | بخش صالح‌آباد شهرستان تربت جام | برجک قلیچ خان   | ۷۰۰            | ۲۵             | ۱۵           | ۱۰                  | ۱۵                  |
| برجک نقدعلی   | بخش صالح‌آباد شهرستان تربت جام | برجک نقدعلی     | ۶۰۰            | ۳۰             | ۱۲           | ۵                   | ۵                   |
| برنقری        | بخش مرکزی شهرستان تربت جام    | برنقری          | ۷۰۰            | ۳۰             | ۱۵           | ۱۲                  | ۱۵                  |
| بنی تاک       | بخش صالح‌آباد شهرستان تربت جام | بنی تاک         | ۱۲۰۰           | ۷۰             | ۶۰           | ۵۵                  | ۱۰۰                 |
| بوته گز       | بخش مرکزی شهرستان تربت جام    | بوته گز         | ۱۰۰۰           | ۴۰             | ۱۲           | ۱۵                  | ۲۰                  |
| بیدستان       | بخش نصرآباد شهرستان تربت جام  | بیدستان         | ۶۰۰            | ۳۰             | ۱۰           | ۳۰                  | ۴۰                  |
| بیدک          | بخش مرکزی شهرستان تربت جام    | بیدک            | ۵۰۰            | ۳۰             | ۷            | ۱۰                  | ۱۰                  |
| تغز حیدر      | بخش مرکزی شهرستان تربت جام    | تغز حیدر        | ۱۰۰۰           | ۳۰             | ۱۸           | ۲                   | ۰                   |
| تغز سفلی      | بخش مرکزی شهرستان تربت جام    | تغز سفلی        | ۱۳۰۰           | ۴۵             | ۱۵           | ۱۲                  | ۱۵                  |
| تغز علیا      | بخش مرکزی شهرستان تربت جام    | تغز علیا        | ۲۰۰۰           | ۵۰             | ۲۵           | ۲۰                  | ۳۰                  |
| تغز مین ا     | بخش مرکزی شهرستان تربت جام    | تغزمین ا        | ۲۰۰۰           | ۵۰             | ۲۰           | ۲                   | ۰                   |
| تلخک          | بخش مرکزی شهرستان تربت جام    | تلخک            | ۸۰۰            | ۲۵             | ۱۲           | ۱۰                  | ۱۵                  |
| توت صفر       | بخش صالح‌آباد شهرستان تربت جام | توت صفر         | ۵۵۰            | ۱۰             | ۱۲           | ۵                   | ۵                   |
| توت صیدمحمد   | بخش صالح‌آباد شهرستان تربت جام | توت صیدمحمد     | ۳۵۰            | ۲۵             | ۳            | ۱۵                  | ۲۵                  |
| توت لشکران    | بخش صالح‌آباد شهرستان تربت جام | توت لشکران      | ۱۲۰۰           | ۳۵             | ۱۵           | ۳                   | ۳                   |
| جبار بیک      | بخش مرکزی شهرستان تربت جام    | جبار بیک        | ۱۲۰۰           | ۳۰             | ۱۲           | ۱۰                  | ۱۵                  |
| جعفریه        | بخش صالح‌آباد شهرستان تربت جام | جعفریه          | ۲۰۰۰           | ۷۰             | ۲۵           | ۱۵۰                 | ۲۲۰                 |
| جلال‌آباد      | بخش مرکزی شهرستان تربت جام    | جلال‌آباد        | ۲۰۰۰           | ۵۰             | ۱۵           | ۱۲                  | ۲۰                  |
| جنت‌آباد       | بخش صالح‌آباد شهرستان تربت جام | جنت‌آباد         | ۲۵۰۰           | ۱۵۰            | ۲۵           | ۲۵                  | ۵۰                  |
| جهان‌آباد      | بخش صالح‌آباد شهرستان تربت جام | جهان‌آباد        | ۲۰۰۰           | ۷۰             | ۳۰           | ۱۰                  | ۱۵                  |
| جهان‌آباد      | بخش مرکزی شهرستان تربت جام    | جهان‌آباد        | ۱۵۰۰           | ۶۰             | ۲۰           | ۱۵                  | ۲۵                  |
| جهان‌آباد ملکی | بخش صالح‌آباد شهرستان تربت جام | جهان‌آباد ملکی   | ۱۵۰۰           | ۲۷             | ۱۷           | ۶۰                  | ۱۰۰                 |
| جوادیه        | بخش صالح‌آباد شهرستان تربت جام | کاریزکهنول      | ۲۰۰۰           | ۱۰۰            | ۲۰           | ۱۵                  | ۳۰                  |
| جیرآباد       | بخش صالح‌آباد شهرستان تربت جام | کاریزکهنول      | ۱۵۰۰           | ۷۵             | ۱۵           | ۴۰                  | ۶۵                  |
| حاجی‌آباد      | بخش نصرآباد شهرستان تربت جام  | سی خون          | ۴۰۰            | ۱۵             | ۶            | ۶                   | ۱۰                  |
| حاجی‌آباد      | بخش صالح‌آباد شهرستان تربت جام | حاجی‌آباد        | ۶۵۰            | ۳۰             | ۱۲           | ۲۵                  | ۳۵                  |
| حسنک          | بخش نصرآباد شهرستان تربت جام  | حسنک            | ۱۰۰۰           | ۴۰             | ۱۵           | ۳۰                  | ۵۰                  |
| حسن‌آباد       | بخش صالح‌آباد شهرستان تربت جام | حسن‌آباد         | ۱۲۵۰           | ۴۵             | ۲۰           | ۲۵                  | ۴۰                  |
| حسین‌آباد      | بخش صالح‌آباد شهرستان تربت جام | حسین‌آباد        | ۴۰۰۰           | ۲۰۰            | ۲۲           | ۲۵                  | ۵۰                  |
| خانقاه        | بخش مرکزی شهرستان تربت جام    | رونج            | ۷۰۰            | ۲۰             | ۱۰           | ۸                   | ۱۰                  |
| خاکشور        | بخش نصرآباد شهرستان تربت جام  | خاکشور          | ۴۵۰            | ۲۰             | ۱۰           | ۱۵                  | ۳۰                  |
| خسروخان       | بخش نصرآباد شهرستان تربت جام  | کلاته خسروخان   | ۱۰۰۰           | ۳۰             | ۱۵           | ۱۵                  | ۲۰                  |
| خواجه طاعون   | بخش صالح‌آباد شهرستان تربت جام | خواجه طاعون     | ۱۵۰            | ۸              | ۲۰           | ۱۵                  | ۳۰                  |
| خوجوب         | بخش مرکزی شهرستان تربت جام    | بزد             | ۲۰۰            | ۶              | ۶            | ۲۰                  | ۳۵                  |
| درازاب سفلی   | بخش صالح‌آباد شهرستان تربت جام | درازاب سفلی     | ۱۵۰۰           | ۵۰             | ۲۵           | ۱۰۰                 | ۱۵۰                 |
| درخت بید      | بخش نصرآباد شهرستان تربت جام  | باغنو           | ۵۰۰            | ۲۰             | ۱۵           | ۵                   | ۵                   |
| درس آخوند     | بخش مرکزی شهرستان تربت جام    | درس آخوند       | ۱۰۰۰           | ۴۰             | ۸            | ۱۲                  | ۱۵                  |
| دو برادران    | بخش نصرآباد شهرستان تربت جام  | قلعه شیر        | ۲۰۰            | ۸              | ۵            | ۱۰                  | ۱۲                  |
| دوسنگ         | بخش مرکزی شهرستان تربت جام    | دوسنگ           | ۴۰۰            | ۱۰             | ۸            | ۵                   | ۸                   |
| دوسنگ         | بخش مرکزی شهرستان تربت جام    | دوسنگ           | ۲۰۰۰           | ۱۰۰            | ۲۰           | ۵                   | ۵                   |
| رحیم‌آباد      | بخش صالح‌آباد شهرستان تربت جام | رحیم‌آباد        | ۱۶۲۰           | ۵۰             | ۳۰           | ۲۰                  | ۴۰                  |
| رسول‌آباد      | بخش مرکزی شهرستان تربت جام    | رسول‌آباد        | ۱۵۰۰           | ۳۰             | ۲۵           | ۳۰                  | ۵۰                  |
| ریگ آب        | بخش صالح‌آباد شهرستان تربت جام | ریگ آب          | ۲۰۰۰           | ۱۳۰            | ۱۸           | ۴۰                  | ۱۰۰                 |
| زوادر         | بخش نصرآباد شهرستان تربت جام  | زوادر           | ۶۰۰            | ۳۰             | ۱۳           | ۱۵                  | ۲۵                  |
| سقرچشمه علیا  | بخش صالح‌آباد شهرستان تربت جام | سقرچشمه علیا    | ۳۰۰            | ۲۰             | ۱۰           | ۵                   | ۱۰                  |
| سلیمانی       | بخش مرکزی شهرستان تربت جام    | رونج            | ۳۰۰            | ۱۵             | ۵            | ۳۰                  | ۵۰                  |
| سماخون        | بخش نصرآباد شهرستان تربت جام  | سماخون          | ۱۲۰۰           | ۶۰             | ۲۵           | ۳۵                  | ۵۰                  |
| سماقچه        | بخش نصرآباد شهرستان تربت جام  | سماقچه          | ۵۵۰            | ۱۷             | ۱۲           | ۲۰                  | ۳۵                  |
| سمرغاوه       | بخش مرکزی شهرستان تربت جام    | سمرغاوه         | ۱۰۰۰           | ۳۰             | ۱۵           | ۳۰                  | ۶۰                  |
| سمسرا سفلی    | بخش نصرآباد شهرستان تربت جام  | سمسرا سفلی      | ۱۵۰۰           | ۵۰             | ۲۵           | ۱۵                  | ۲۵                  |
| سمسرا علیا    | بخش نصرآباد شهرستان تربت جام  | سمسرا علیا      | ۳۰۰            | ۱۵             | ۱۲           | ۳۰                  | ۴۵                  |
| سنگ آتش       | بخش مرکزی شهرستان تربت جام    | سنگ آتش         | ۱۵۰۰           | ۴۰             | ۳۵           | ۲۵                  | ۴۰                  |
| سنگاب         | بخش صالح‌آباد شهرستان تربت جام | سنگاب           | ۱۵۰۰           | ۱۰۰            | ۱۸           | ۱۵                  | ۲۵                  |
| سیاه بالا     | بخش مرکزی شهرستان تربت جام    | سیاه بالا       | ۵۰۰            | ۲۵             | ۱۰           | ۳۵                  | ۵۰                  |
| سیاه خوله     | بخش صالح‌آباد شهرستان تربت جام | سیاه خوله       | ۲۰۰۰           | ۱۰۰            | ۱۲           | ۲۰                  | ۳۵                  |
| سیبک ثالث     | بخش نصرآباد شهرستان تربت جام  | سیبک ثالث       | ۶۰۰            | ۱۵             | ۱۲           | ۱۵                  | ۲۵                  |
| سیبک سفلی     | بخش نصرآباد شهرستان تربت جام  | سیبک سفلی       | ۷۰۰            | ۱۵             | ۱۲           | ۲۰                  | ۳۵                  |
| سیبک علیا     | بخش نصرآباد شهرستان تربت جام  | سیبک علیا       | ۵۰۰            | ۲۰             | ۱۵           | ۱۵                  | ۲۰                  |
| سیرزار        | بخش صالح‌آباد شهرستان تربت جام | سیرزار          | ۵۰۰            | ۲۰             | ۱۵           | ۸                   | ۱۰                  |
| سیرزار        | بخش نصرآباد شهرستان تربت جام  | سیرزار          | ۵۰۰            | ۱۵             | ۲۵           | ۱۵                  | ۲۵                  |
| شازده         | بخش صالح‌آباد شهرستان تربت جام | کاریزخان شازده  | ۲۵۰۰           | ۵۰             | ۳۵           | ۲۰                  | ۴۵                  |
| شاه‌نشین سفلی  | بخش صالح‌آباد شهرستان تربت جام | شاه‌نشین سفلی    | ۱۰۰۰           | ۳۰             | ۲۰           | ۳۵                  | ۵۰                  |
| شغال          | بخش مرکزی شهرستان تربت جام    | بزد             | ۱۰۰۰           | ۵۰             | ۲۵           | ۲                   | ۰                   |
| شهوه سفلی     | بخش صالح‌آباد شهرستان تربت جام | شهوه سفلی       | ۱۵۰۰           | ۱۵۰            | ۱۵           | ۲۵                  | ۶۰                  |
| شهوه علیا     | بخش صالح‌آباد شهرستان تربت جام | شهوه علیا       | ۵۰۰            | ۲۰             | ۵            | ۴۵                  | ۱۰۰                 |
| شوراب         | بخش مرکزی شهرستان تربت جام    | شوراب           | ۵۰۰            | ۲۵             | ۱۲           | ۱۵                  | ۲۵                  |
| شوراب سفلی    | بخش نصرآباد شهرستان تربت جام  | شوراب سفلی      | ۷۰۰            | ۳۵             | ۱۵           | ۲۵                  | ۳۵                  |
| شورستان سفلی  | بخش صالح‌آباد شهرستان تربت جام | شورستان سفلی    | ۳۰۰۰           | ۱۰۰            | ۲۵           | ۱۰۰                 | ۱۸۰                 |
| شورستان علیا  | بخش صالح‌آباد شهرستان تربت جام | شورستان علیا    | ۳۰۰۰           | ۱۵۰            | ۳۰           | ۱۲۰                 | ۲۵۰                 |
| شیخلو         | بخش مرکزی شهرستان تربت جام    | شیخلو           | ۲۵۰۰           | ۱۵۰            | ۳۰           | ۱۸                  | ۳۵                  |
| شیخ‌آباد       | بخش مرکزی شهرستان تربت جام    | شیخ‌آباد         | ۳۰۰            | ۲۰             | ۱۵           | ۶۰                  | ۸۰                  |
| صالح‌آباد      | بخش صالح‌آباد شهرستان تربت جام | صالح‌آباد        | ۱۳۰۰           | ۳۰             | ۳۰           | ۳۵                  | ۶۵                  |
| صالح‌آباد گوی  | بخش مرکزی شهرستان تربت جام    | گوی             | ۱۵۰            | ۵              | ۵            | ۱۰                  | ۱۵                  |
| عقچه          | بخش مرکزی شهرستان تربت جام    | رونج            | ۵۰۰            | ۲۰             | ۵            | ۸                   | ۱۰                  |
| علی‌آباد       | بخش نصرآباد شهرستان تربت جام  | علی‌آباد         | ۳۰۰۰           | ۱۰۰            | ۲۵           | ۱۲۰                 | ۳۰۰                 |
| غزقاوه        | بخش نصرآباد شهرستان تربت جام  | غزقاوه          | ۱۲۰۰           | ۴۰             | ۱۵           | ۲۵                  | ۵۰                  |
| غنی‌آباد       | بخش صالح‌آباد شهرستان تربت جام | غنی‌آباد         | ۲۴۵            | ۲۲             | ۸            | ۲۵                  | ۵۰                  |
| فالیزک        | بخش صالح‌آباد شهرستان تربت جام | فالیزک          | ۱۵۰۰           | ۵۰             | ۳۵           | ۳۰                  | ۵۰                  |
| فراهی         | بخش صالح‌آباد شهرستان تربت جام | فراهی           | ۲۰۰۰           | ۴۰             | ۲۰           | ۱۵                  | ۲۰                  |
| فیروز کوه     | بخش مرکزی شهرستان تربت جام    | فیروز کوه       | ۲۰۰۰           | ۱۰۰            | ۲۰           | ۳۰                  | ۵۰                  |
| فیض‌آباد       | بخش صالح‌آباد شهرستان تربت جام | فیض‌آباد         | ۳۵۰۰           | ۱۵۰            | ۲۵           | ۱۰                  | ۱۵                  |
| قره داغلی     | بخش نصرآباد شهرستان تربت جام  | قره داغلی       | ۱۷۰۰           | ۵۵             | ۳۰           | ۱۵                  | ۲۵                  |
| قشه توت       | بخش صالح‌آباد شهرستان تربت جام | قشه توت         | ۳۰۰۰           | ۱۰۰            | ۲۲           | ۱۲۰                 | ۲۰۰                 |
| قلعه حمام     | بخش صالح‌آباد شهرستان تربت جام | قلعه حمام رسول  | ۳۰۰۰           | ۱۵۰            | ۴۰           | ۵۰                  | ۷۰                  |
| قلعه حمام     | بخش صالح‌آباد شهرستان تربت جام | قلعه حمام       | ۷۰۰            | ۲۰             | ۱۵           | ۱۵                  | ۲۰                  |
| قلعه سرخ      | بخش مرکزی شهرستان تربت جام    | قلعه سرخ        | ۱۰۰۰           | ۴۰             | ۱۵           | ۱۵                  | ۲۰                  |
| قلعه شیر      | بخش نصرآباد شهرستان تربت جام  | قلعه شیر        | ۸۰۰            | ۳۰             | ۱۲           | ۳۰                  | ۴۵                  |
| قلعه کک       | بخش مرکزی شهرستان تربت جام    | قلعه کک         | ۳۰۰۰           | ۱۰۰            | ۳۰           | ۷۰                  | ۱۵۰                 |
| قناتین کر     | بخش مرکزی شهرستان تربت جام    | رونج            | ۱۲۰۰           | ۴۰             | ۲۵           | ۲۰                  | ۴۵                  |
| قناتین کوه    | بخش مرکزی شهرستان تربت جام    | بزد             | ۱۰۰۰           | ۴۰             | ۲۵           | ۱۵                  | ۲۵                  |
| قنداب         | بخش نصرآباد شهرستان تربت جام  | قنداب           | ۲۰۰            | ۱۰             | ۱۰           | ۲۰                  | ۳۰                  |
| قنقر          | بخش صالح‌آباد شهرستان تربت جام | قنقر            | ۱۷۰۰           | ۷۰             | ۳۰           | ۴۵                  | ۸۰                  |
| لاورجه        | بخش مرکزی شهرستان تربت جام    | بزد             | ۱۵۰۰           | ۶۰             | ۲۲           | ۱۸                  | ۲۵                  |
| مامن بای      | بخش مرکزی شهرستان تربت جام    | رونج            | ۳۰۰            | ۱۵             | ۷            | ۱۵                  | ۲۰                  |
| مخالفگاه      | بخش نصرآباد شهرستان تربت جام  | مخالفگاه        | ۵۰۰            | ۲۵             | ۱۵           | ۳۰                  | ۴۵                  |
| مرغزار        | بخش نصرآباد شهرستان تربت جام  | مخالفگاه        | ۵۰۰            | ۲۰             | ۱۵           | ۱۰                  | ۱۵                  |
| مرغی          | بخش مرکزی شهرستان تربت جام    | بزد             | ۲۵۰            | ۱۰             | ۱۰           | ۲۰                  | ۳۰                  |
| معدن گل بانو  | بخش مرکزی شهرستان تربت جام    | معدن گل بانو    | ۱۰۰۰           | ۴۰             | ۱۵           | ۳۰                  | ۵۰                  |
| ملو           | بخش مرکزی شهرستان تربت جام    | ملو             | ۱۶۰۰           | ۳۰             | ۱۸           | ۳۵                  | ۶۰                  |
| ملک خان       | بخش مرکزی شهرستان تربت جام    | ملک خان         | ۵۰۰            | ۱۵             | ۱۲           | ۸                   | ۱۰                  |
| ممیزاب        | بخش صالح‌آباد شهرستان تربت جام | ممیزاب          | ۴۸۰            | ۳۰             | ۱۵           | ۵۰                  | ۸۰                  |
| مهدی‌آباد      | بخش صالح‌آباد شهرستان تربت جام | مهدی‌آباد        | ۱۵۰۰           | ۵۰             | ۱۶           | ۴۵                  | ۸۰                  |
| مهرآباد بزد   | بخش مرکزی شهرستان تربت جام    | بزد             | ۲۵۰۰           | ۹۰             | ۳۵           | ۳۵                  | ۵۰                  |
| موسی‌آباد      | بخش مرکزی شهرستان تربت جام    | موسی‌آباد        | ۲۰۰۰           | ۸۰             | ۲۰           | ۳۰                  | ۵۰                  |
| میانده بزد    | بخش مرکزی شهرستان تربت جام    | بزد             | ۳۲۰۰           | ۱۶۰            | ۷۵           | ۲                   | ۰                   |
| میانسرا       | بخش مرکزی شهرستان تربت جام    | میانسرا         | ۷۰۰            | ۳۵             | ۲۰           | ۳۰                  | ۷۰                  |
| میخک          | بخش صالح‌آباد شهرستان تربت جام | میخک            | ۵۰۰            | ۲۰             | ۲۵           | ۵                   | ۵                   |
| نار بند علیا  | بخش مرکزی شهرستان تربت جام    | نار بند         | ۸۰۰            | ۲۵             | ۱۲           | ۸                   | ۱۰                  |
| ناربند        | بخش مرکزی شهرستان تربت جام    | ناربند          | ۷۵۰            | ۳۰             | ۸            | ۱۰                  | ۱۵                  |
| نامشگران      | بخش مرکزی شهرستان تربت جام    | نامشگران        | ۵۰۰            | ۲۰             | ۱۲           | ۱۰                  | ۱۵                  |
| نصرآباد       | بخش صالح‌آباد شهرستان تربت جام | نصرآباد         | ۱۰۰۰           | ۳۰             | ۶            | ۵                   | ۱۰                  |
| نقدعلی سفلی   | بخش صالح‌آباد شهرستان تربت جام | نقدعلی سفلی     | ۵۰۰            | ۲۰             | ۱۸           | ۱۵                  | ۲۵                  |
| نقدعلی علیا   | بخش صالح‌آباد شهرستان تربت جام | نقدعلی علیا     | ۱۰۰۰           | ۵۰             | ۲۵           | ۱۵                  | ۲۰                  |
| نهنگ‌آباد      | بخش صالح‌آباد شهرستان تربت جام | نهنگ‌آباد        | ۸۰۰            | ۴۰             | ۲۵           | ۱۰                  | ۱۵                  |
| نوای          | بخش مرکزی شهرستان تربت جام    | نوای            | ۵۰۰            | ۲۰             | ۱۵           | ۱۵                  | ۳۵                  |
| نوایچه        | بخش مرکزی شهرستان تربت جام    | نوایچه          | ۴۰۰            | ۱۵             | ۱۰           | ۱۵                  | ۳۰                  |
| نوده          | بخش مرکزی شهرستان تربت جام    | نوده            | ۱۵۰۰           | ۵۰             | ۳۵           | ۲۰                  | ۴۰                  |
| نیدر          | بخش نصرآباد شهرستان تربت جام  | نیدر            | ۳۰۰            | ۱۵             | ۱۲           | ۲۰                  | ۳۵                  |
| نیک‌پی         | بخش مرکزی شهرستان تربت جام    | نیک‌پی           | ۷۰۰            | ۳۵             | ۲۰           | ۱۵                  | ۳۰                  |
| هرکاره        | بخش صالح‌آباد شهرستان تربت جام | هرکاره          | ۳۰             | ۳              | ۶            | ۵                   | ۵                   |
| همت‌آباد       | بخش صالح‌آباد شهرستان تربت جام | همت‌آباد         | ۱۲۰۰           | ۵۰             | ۴۵           | ۱۵                  | ۲۵                  |
| پاجوب         | بخش مرکزی شهرستان تربت جام    | پاجوب           | ۸۰۰            | ۴۰             | ۱۰           | ۱۵                  | ۲۵                  |
| پده موسی خان  | بخش صالح‌آباد شهرستان تربت جام | پده موسی خان    | ۱۰۰۰           | ۵۰             | ۱۵           | ۵                   | ۵                   |
| پری‌آباد       | بخش صالح‌آباد شهرستان تربت جام | پری‌آباد         | ۱۵۰۰           | ۷۵             | ۳۵           | ۱۰                  | ۲۰                  |
| پلورچه        | بخش مرکزی شهرستان تربت جام    | پلورچه          | ۵۰۰            | ۳۰             | ۲۰           | ۳۵                  | ۶۰                  |
| پلوزره        | بخش مرکزی شهرستان تربت جام    | پلوزره          | ۱۰۰۰           | ۵۰             | ۳۰           | ۳۰                  | ۵۵                  |
| چاه مزاربالا  | بخش مرکزی شهرستان تربت جام    | چاه مزاربالا    | ۶۵۰            | ۳۰             | ۸            | ۱۲                  | ۱۵                  |
| چاه مزارپائین | بخش مرکزی شهرستان تربت جام    | چاه مزارپا’ین   | ۳۰۰            | ۱۰             | ۵            | ۱۲                  | ۱۵                  |
| چاه موسی      | بخش مرکزی شهرستان تربت جام    | چاه مزارسفلی    | ۵۰۰            | ۲۰             | ۱۵           | ۵                   | ۵                   |
| چاهک          | بخش نصرآباد شهرستان تربت جام  | چاهک            | ۳۰۰            | ۱۵             | ۱۲           | ۲۵                  | ۳۵                  |
| چشمه انجیر    | بخش صالح‌آباد شهرستان تربت جام | چشمه انجیر      | ۷۰۰            | ۲۵             | ۶            | ۵                   | ۷                   |
| چشمه تیموری   | بخش صالح‌آباد شهرستان تربت جام | چشمه تیموری     | ۳۰۰            | ۲۰             | ۱۲           | ۲۰                  | ۳۰                  |
| چشمه جوهر     | بخش نصرآباد شهرستان تربت جام  | چشمه جوهر       | ۸۰۰            | ۲۰             | ۹            | ۱۵                  | ۲۰                  |
| چشمه جیر      | بخش نصرآباد شهرستان تربت جام  | چشمه جیر        | ۶۰۰            | ۱۵             | ۱۰           | ۱۵                  | ۲۰                  |
| چشمه گل       | بخش مرکزی شهرستان تربت جام    | چشمه گل         | ۳۰۰۰           | ۱۰۰            | ۲۱           | ۲۰                  | ۴۵                  |
| چنار          | بخش نصرآباد شهرستان تربت جام  | چنار            | ۲۰۰۰           | ۴۰             | ۲۵           | ۱۰                  | ۱۵                  |
| چنگ‌آباد       | بخش مرکزی شهرستان تربت جام    | چنگ‌آباد         | ۷۰۰            | ۳۰             | ۱۵           | ۱۵                  | ۲۵                  |
| کاریز آشور    | بخش مرکزی شهرستان تربت جام    | کاریز آشور      | ۵۰۰            | ۲۵             | ۲۰           | ۱۰                  | ۱۰                  |
| کاریز بالا    | بخش مرکزی شهرستان تربت جام    | گوی             | ۲۰۰۰           | ۱۰۰            | ۲۵           | ۱۸                  | ۳۵                  |
| کاریز دره     | بخش مرکزی شهرستان تربت جام    | کاریز دره       | ۳۵۰            | ۱۵             | ۸            | ۱۵                  | ۲۰                  |
| کاریز نو      | بخش صالح‌آباد شهرستان تربت جام | کاریز نو        | ۶۰۰            | ۳۰             | ۸            | ۵                   | ۱۰                  |
| کاریزان       | بخش نصرآباد شهرستان تربت جام  | کاریزان         | ۲۰۰۰           | ۵۵             | ۲۵           | ۲۰                  | ۳۵                  |
| کاریزمادرعبدا | بخش مرکزی شهرستان تربت جام    | رونج            | ۱۰۰۰           | ۴۰             | ۲۰           | ۳۵                  | ۵۵                  |
| کاریزنو       | بخش نصرآباد شهرستان تربت جام  | کاریزنو         | ۵۰۰۰           | ۲۰۰            | ۲۰           | ۳۰                  | ۵۵                  |
| کاریزچه بزد   | بخش مرکزی شهرستان تربت جام    | بزد             | ۱۵۰۰           | ۷۵             | ۲۰           | ۵                   | ۸                   |
| کاریزک        | بخش مرکزی شهرستان تربت جام    | رونج            | ۳۰۰            | ۱۵             | ۸            | ۵                   | ۱۰                  |
| کاریزک        | بخش صالح‌آباد شهرستان تربت جام | کاریزک          | ۷۵۰            | ۵۰             | ۹            | ۳                   | ۵                   |
| کاریزک یعقوب  | بخش صالح‌آباد شهرستان تربت جام | کاریزک یعقوب    | ۴۰۰            | ۱۵             | ۶            | ۲۰                  | ۳۵                  |
| کاریزکهنول    | بخش صالح‌آباد شهرستان تربت جام | کاریزکهنول      | ۱۰۰۰           | ۵۰             | ۱۰           | ۱۵                  | ۳۰                  |
| کال چغوکی     | بخش نصرآباد شهرستان تربت جام  | چنار            | ۲۰۰۰           | ۶۰             | ۳۰           | ۲۲                  | ۳۵                  |
| کال کراب      | بخش صالح‌آباد شهرستان تربت جام | کال کراب        | ۱۰۰۰           | ۴۰             | ۵            | ۶۰                  | ۳۰                  |
| کالسرخ        | بخش صالح‌آباد شهرستان تربت جام | کالسرخ          | ۲۰۰            | ۱۵             | ۸            | ۱۰                  | ۱۵                  |
| کسرچه         | بخش صالح‌آباد شهرستان تربت جام | کسرچه           | ۴۰۰            | ۱۰             | ۱۴           | ۸                   | ۱۰                  |
| کسرچه سفلی    | بخش مرکزی شهرستان تربت جام    | کسرچه سفلی      | ۵۰۰            | ۲۰             | ۱۲           | ۸                   | ۱۲                  |
| کسرچه علیا    | بخش مرکزی شهرستان تربت جام    | کسرچه علیا      | ۴۵۰            | ۱۵             | ۱۰           | ۱۲                  | ۱۵                  |
| کشکک          | بخش مرکزی شهرستان تربت جام    | کشکک            | ۱۵۰۰           | ۵۰             | ۲۰           | ۲۵                  | ۴۵                  |
| کلاته ادریس   | بخش مرکزی شهرستان تربت جام    | رونج            | ۱۰۰۰           | ۴۰             | ۲۵           | ۱۲                  | ۲۰                  |
| کلاته باقیخان | بخش صالح‌آباد شهرستان تربت جام | کلاته باقی خان  | ۲۰۰۰           | ۱۰۰            | ۲۰           | ۱۰                  | ۱۵                  |
| کلاته بزرگ    | بخش نصرآباد شهرستان تربت جام  | کلاته برزگ      | ۱۲۰۰           | ۲۰             | ۱۲           | ۶۰                  | ۱۰۰                 |
| کلاته حسن     | بخش نصرآباد شهرستان تربت جام  | سی خون          | ۳۵۰            | ۱۲             | ۶            | ۸                   | ۱۰                  |
| کلاته حمید    | بخش صالح‌آباد شهرستان تربت جام | کلاته حمید      | ۱۲۰۰           | ۴۰             | ۲۰           | ۳۵                  | ۵۰                  |
| کلاته دشت     | بخش صالح‌آباد شهرستان تربت جام | کلاته دشت       | ۴۲۰۰           | ۱۶۸            | ۲۸           | ۱۵                  | ۲۵                  |
| کلاته دهنو    | بخش صالح‌آباد شهرستان تربت جام | کلاته دهنو      | ۱۰۰۰           | ۴۰             | ۱۵           | ۲۵                  | ۵۰                  |
| کلاته زیلی    | بخش صالح‌آباد شهرستان تربت جام | کلاته زیلی      | ۱۵۰۰           | ۲۵             | ۳۰           | ۲۵                  | ۴۰                  |
| کلاته سفید    | بخش مرکزی شهرستان تربت جام    | کلاته سفید      | ۳۰۰            | ۲۰             | ۱۰           | ۲۰                  | ۳۵                  |
| کلاته شریف    | بخش صالح‌آباد شهرستان تربت جام | کلاته شریف      | ۵۰۰            | ۲۵             | ۸            | ۲۵                  | ۳۵                  |
| کلاته صمد     | بخش صالح‌آباد شهرستان تربت جام | کلاته صمد       | ۱۲۰۰           | ۵۰             | ۲۵           | ۱۲                  | ۱۵                  |
| کلاته علیجان  | بخش مرکزی شهرستان تربت جام    | کلاته علیجان    | ۶۰۰            | ۱۵             | ۸            | ۱۰                  | ۱۵                  |
| کلاته قاسم    | بخش نصرآباد شهرستان تربت جام  | سی خون          | ۳۰۰            | ۱۰             | ۵            | ۱۰                  | ۱۵                  |
| کلاتهاقامحمد  | بخش نصرآباد شهرستان تربت جام  | کلاته آقامحمد   | ۱۰۰۰           | ۵۰             | ۱۵           | ۲۰                  | ۴۵                  |
| کن قلف        | بخش نصرآباد شهرستان تربت جام  | کلاته بزرگ      | ۷۰۰            | ۲۰             | ۱۰           | ۱۵                  | ۳۰                  |
| گرماسی        | بخش صالح‌آباد شهرستان تربت جام | گرماسی          | ۱۵۰۰           | ۳۰             | ۳۰           | ۱۰                  | ۱۵                  |
| گل کن         | بخش نصرآباد شهرستان تربت جام  | کلاته بزرگ      | ۳۵۰            | ۶              | ۴            | ۲۵                  | ۴۰                  |
| گل گز سی خون  | بخش نصرآباد شهرستان تربت جام  | سی خون          | ۵۰۰            | ۲۰             | ۱۰           | ۸                   | ۱۰                  |
| گلار سفلی     | بخش صالح‌آباد شهرستان تربت جام | گلار سفلی       | ۴۰۰۰           | ۸۰             | ۲۰           | ۳۵                  | ۹۰                  |
| گلارچه سفلی   | بخش صالح‌آباد شهرستان تربت جام | گلارچه سفلی     | ۵۰۰            | ۱۵             | ۱۰           | ۲۰                  | ۵۰                  |
| گلارچه علیا   | بخش صالح‌آباد شهرستان تربت جام | گلارچه علیا     | ۱۵۰۰           | ۴۰             | ۱۰           | ۷                   | ۱۰                  |
| گلورزه        | بخش مرکزی شهرستان تربت جام    | گلورزه          | ۲۵۰۰           | ۱۰۰            | ۲۴           | ۱۰                  | ۱۵                  |
| گنده خالو     | بخش مرکزی شهرستان تربت جام    | گنده خالو       | ۷۰۰            | ۳۰             | ۱۵           | ۳۵                  | ۶۰                  |
| گور بند       | بخش مرکزی شهرستان تربت جام    | گور بند         | ۷۰۰            | ۲۰             | ۱۵           | ۱۵                  | ۳۰                  |
| گور خار       | بخش صالح‌آباد شهرستان تربت جام | گورخار          | ۱۰۰۰           | ۳۰             | ۱۰           | ۳۰                  | ۴۵                  |
| گوش لاغر      | بخش صالح‌آباد شهرستان تربت جام | گوش لاغر        | ۳۰۰۰           | ۱۰۰            | ۳۰           | ۱۰۰                 | ۲۰۰                 |
| گوی           | بخش مرکزی شهرستان تربت جام    | گوی             | ۷۰۰            | ۳۵             | ۲۰           | ۲۰                  | ۴۵                  |
| یخک           | بخش مرکزی شهرستان تربت جام    | یخک             | ۲۰۰۰           | ۶۰             | ۴۵           | ۴۰                  | ۷۰                  |
| یعقوبی        | بخش صالح‌آباد شهرستان تربت جام | یعقوبی          | ۴۷۰۰           | ۱۲۰            | ۲۲           | ۵۰                  | ۷۰                  |
| یکه باغ       | بخش صالح‌آباد شهرستان تربت جام | یکه باغ         | ۸۰۰            | ۳۰             | ۴            | ۱۸                  | ۲۵                  |
| یکه توت       | بخش صالح‌آباد شهرستان تربت جام | یکه توت         | ۱۰۰۰           | ۳۰             | ۱۰           | ۲۵                  | ۵۰                  |
| یکه پسته      | بخش مرکزی شهرستان تربت جام    | یکه پسته        | ۱۷۰۰           | ۳۵             | ۲۵           | ۵                   | ۵                   |